# Neseis saundersianus
Neseis saundersianus är en insektsart som först beskrevs av George Willis Kirkaldy 1902.  Neseis saundersianus ingår i släktet Neseis och familjen fröskinnbaggar. Inga underarter finns listade i Catalogue of Life.